# Bruno Bispo dos Anjos
Bruno Bispo dos Anjos (Aracaju, 6 giugno 1996) è un calciatore brasiliano, difensore dell'ABC.

## Caratteristiche tecniche
È un difensore centrale.

## Carriera
Cresciuto nelle giovanili del Vitória, ha esordito in prima squadra il 13 agosto 2017 in occasione del match di campionato perso 1-0 contro l'Avaí.